# Dacryodes longifolia
Dacryodes longifolia là một loài thực vật có hoa trong họ Burseraceae. Loài này được (King) H.J.Lam mô tả khoa học đầu tiên năm 1932.